# Loumbila (département)
Pour le chef-lieu, voir Loumbila.
Loumbila est un département et une commune rurale du Burkina Faso situé dans la province de l’Oubritenga et dans la région Plateau-Central. En 2006, sa population comptait 27 932 habitants.

## Villages
Le département compte un village chef-lieu (populations actualisées en 2006) :
- Loumbila (1 696 habitants)

et trente autres villages :
- Bangrin (1 169 habitants)
- Bendogo (430 habitants)
- Daguilma (993 habitants)
- Dogomnogo (889 habitants)
- Donsin (1 517 habitants)
- Gandin (416 habitants)
- Goué (2 030 habitants)
- Goundry (656 habitants)
- Ipala (416 habitants)
- Kogninga (444 habitants)
- Koulsinga (33 habitants)
- Kourityaoghin (1 090 habitants)
- Nabdogo (623 habitants)
- Nangtenga (1 505 habitants)
- Nomgana (883 habitants)
- Nonguestenga (550 habitants)
- Noungou (948 habitants)
- Ouemtenga (330 habitants)
- Pendissi (833 habitants)
- Pendogo (201 habitants)
- Poédogo-I (2 298 habitants)
- Poédogo-II (447 habitants)
- Pousghin (1 759 habitants)
- Ramitenga (321 habitants)
- Silmiougou (1 792 habitants)
- Tabtenga (1 463 habitants)
- Tangzougou (534 habitants)
- Tanlaorgo (217 habitants)
- Wavoussé (830 habitants)
- Zongo (616 habitants)